# Gotlandssippa
Gotlandssippa (Pulsatilla vulgaris ssp. gotlandica) är en underart av backsippa, som enbart förekommer på Gotland. Den skiljer sig från backsippan genom sina något bredare bladflikar och stjälkblad, vilka skiljs från hyllet tidigt under blomningen.
Gotlandsippan växer främst på torr och mager sand- eller grusjord i betesmarker eller på öppna gläntor i skogsmark på sydöstra Gotland. Växten gynnas av betning då betesdjur öppnar upp jordblottor som underlättar frösådd. Då den har en starkt besk smak och blommar tidigt skyddas den mot betesdjuren, som släpps lite senare när blomningen är över och betet har  blivit ymnigare, så djuren lättare undviker de osmakliga gotlandssipporna. 
Förekomsten av gotlandssippan har under senare decennier minskat, vilket antas bero på att betesgången på utmarkerna har minskat så att konkurrensen med andra mer betesutsatta växtarter har ökat. Även vildkaninernas betande misstänks påverka växtpopulationen.
Det är framför allt på utmarker i övergången mellan de magra hällmarkerna och skogstäckt mark med tjockare jordtäcke, som gotlandssippan växer, exempelvis vid naturreservatet Russvätar i Ardre socken. Andra naturreservat där den förekommer är Herrgårdsklint, Torsburgen och Uppstaig i socknarna Kräklingbo, Gammelgarn och Östergarn.
Gotlandssippan ingår i EU:s art- och habitatdirektivs bilaga 2 och genom de Natura 2000-områden och naturreservat som finns i anslutning till gotlandssippan, bedöms förekomsten vara långsiktigt skyddad från exploatering. Artens förekomst följs också inom ramen för ordinarie uppföljningsprogram för skyddade områden.